# رجینا ولپاتو
رجینا پائولا ولپاتو رنو، معروف به رجینا ولپاتو (زاده ۶ مارس ۱۹۶۸)، روزنامه‌نگار، نویسنده و مجری تلویزیونی برزیلی است.
ولپاتو در رشته ارتباطات اجتماعی با تخصص در روابط عمومی در دانشکده ارتباطات و هنر (ECA) در USP در سال ۱۹۸۹ فارغ‌التحصیل شد. در سال ۱۹۹۰، رجینا کار خود را در بنیاد روبرتو مارینیو به عنوان روزنامه‌نگار آغاز کرد.
او متأهل بود و در حال حاضر مجرد است. او یک دختر به نام رافائلا ولپاتو دارد.